# Before the Devil Knows You're Dead
Before the Devil Knows You're Dead is een Brits-Amerikaanse misdaad-thriller uit 2007 van regisseur Sidney Lumet. De film ging in Nederland op 3 april 2008 in première.
Before the Devil Knows You're Dead won zeventien filmprijzen, waaronder een Satellite Award voor het beste collectief aan acteurs.

## Verhaal
Andy en Hank Hanson zijn twee broers met behoorlijk verschillende karakters. Eerstgenoemde pakt alle kansen die hij kan krijgen om zijn leven zo gunstig mogelijk in te richten, ook al moet hij daarvoor enigszins over de schreef gaan. Gescheiden vader Hank zit vol goede bedoelingen, maar brengt daar weinig van ten uitvoer. Eén ding dat de broers gemeen hebben, is dat ze dringend verlegen zitten om geld. Andy omdat hij geld 'geleend' heeft van zijn werkgever zonder medeweten van zijn collega's. Hank om een schooluitje voor zijn dochter Sarah en zijn achterstallige alimentatie te kunnen betalen.
Andy betrekt Hank vervolgens in een plan om aan geld te komen. Hij wil dat Hank de juwelierszaak van hun ouders overvalt en de inboedel steelt. Omdat dit een kleine zaak is, is het een beter doelwit dan zaken van de grote goed beveiligde ketens én hun ouders zijn goed verzekerd. Dus wanneer de broers de inboedel verpatsen, kunnen zij tienduizenden dollars incasseren, terwijl hun ouders er geen cent op achteruit gaan. Andy wil daarbij de overval op een rustige zatermiddag laten plaatsvinden wanneer de bejaarde Doris altijd alleen in de winkel staat. Meer dan een ongeladen geweer om enkel mee te dreigen is dan niet nodig, zodat er ook zeker niemand gewond raakt.
De overval blijkt tijdens de openinsgscène toch gruwelijk fout te lopen. Middels een serie aan flashbacks en veranderingen van gevolgde personages, blijkt dat Hank de overval niet in zijn eentje aandurfde. Daarom heeft hij Bobby Lasorda als partner genomen. Terwijl Hank achter het stuur van de vluchtauto buiten wacht, gaat deze in zijn eentje naar binnen mét een geladen geweer. De verkoopster in de zaak wacht ook niet hulpeloos af wanneer Lasorda de vitrines leeghaalt, maar haalt een pistool uit een la en schiet op hem, waarop hij terugschiet. Ze zal later overlijden aan haar verwondingen, maar niet voordat ze Lasorda met een tweede schot doodt en door de glazen deur heen naar buiten schiet.
De vermomde Hank gaat er in paniek vandoor. Even later verneemt hij dat Doris deze zaterdag een afspraak elders had, waardoor zijn moeder Nanette bij uitzondering in de zaak stond en bij de overval is neergeschoten. Ze blijft nog even in leven, maar ze is hersendood, de kans op herstel is nihil. Hun vader Charles kan niet anders dan de pijnlijke maar onafwendbare beslissing nemen om de machines die haar definitieve overlijden uitstellen af te laten zetten. Zowel hij als zijn zoons zijn als verlamd door de gebeurtenissen. Terwijl de broers proberen te voorkomen dat hun pijnlijke geheim uitlekt, zweert Charles wraak en ook Lasorda's nieuwbakken weduwe Chris eist via haar broer middels chantage genoegdoening voor de dood van haar man.

## Rolverdeling
- Philip Seymour Hoffman: Andy Hanson
- Ethan Hawke: Hank Hanson
- Albert Finney: Charles Hanson
- Marisa Tomei: Gina Hanson
- Rosemary Harris: Nanette Hanson
- Aleksa Palladino: Chris Lasorda
- Michael Shannon: Dex
- Brían F. O'Byrne: Bobby Lasorda
- Amy Ryan: Martha Hanson
- Paul Butler: Detective Barrett
- Meredith Patterson: Andy's secretaresse
- Blaine Horton: Justin
- Arija Bareikis: Katherine
- Natalie Gold: secretaris